# Motorový vůz 811 ZSSK
Motorové vozy řady 811, které provozuje Železničná spoločnosť Slovensko (ZSSK), vznikly ve druhé polovině 90. let 20. století. Jedná se jak o novostavby, tak i o modernizace přípojných vozů řady 011 (tehdejší písmenné označení Baafx, u ČD řada 010) a motorových vozů řady 810.

## Konstrukce
Vozové skříně původních vozidel zůstaly zachovány a byly podrobeny opravě. Obě čela vozu byla nahrazena novými, která mírně zvětšují kabinu strojvedoucího. Původní dieselový motor byl nahrazen novým od společnosti LIAZ. Podvozky byly upraveny a byly osazeny nové nápravy, které jsou poháněny trakčními motory od ČKD (byl tedy změněn přenos výkonu z hydromechanického na elektrický). Oproti původním vozům řady 810 jsou poháněny obě nápravy, takže adhezní schopnosti vozidla se zlepšily. V neposlední řadě byl modernizován i interiér (nové čalouněné sedačky, determální skla, informační systém apod.).

## Vývoj, výroba a provoz
Slovenská řada 811 byla první výraznou modernizací zastarávajících motorových vozů řady 810 (a jim odvozených přípojných vozů). Po rozpadu Československa se tamní železnice dostaly do špatné situace zaviněné nedostatkem motorových vozů, z nichž navíc především řady 820 a 830 nebyly v dobrém technickém stavu. Proto Železnice Slovenskej republiky, tehdejší provozovatel železniční dopravy, rozhodl o modernizaci některých přebytečných přípojných vozů na vozy motorové.
První dva vozy, 811.001 a 002, vznikly ve zvolenském depu mezi lety 1994 a 1996 přestavbou přípojných vozů řady Baafx/011.[zdroj?] Tyto dva prototypy byly přiděleny do depa Kraľovany, odkud byly od 4. června 1996 nasazovány v pravidelném provozu na trati Kraľovany - Trstená. Společně s nimi byl stavěn v depu ve Vrútkách i prototyp řídicího vozu řady 912. V případě dalších 10 motorových vozů řady 811 (do čísla 012) se jednalo o novostavby, vozové skříně a většina dalších komponentů byla roku 1996 dodána z Moravskoslezské vagónky ve Studénce, dokončeny byly rovněž ve Zvolenu. Následujících 11 vozů řady 811 vzniklo modernizací z přípojných vozů řady 011 (u ČD řada 010). Teprve poslední čtyři vozy z roku 1999 byly rekonstrukcí z motorových vozů řady 810.

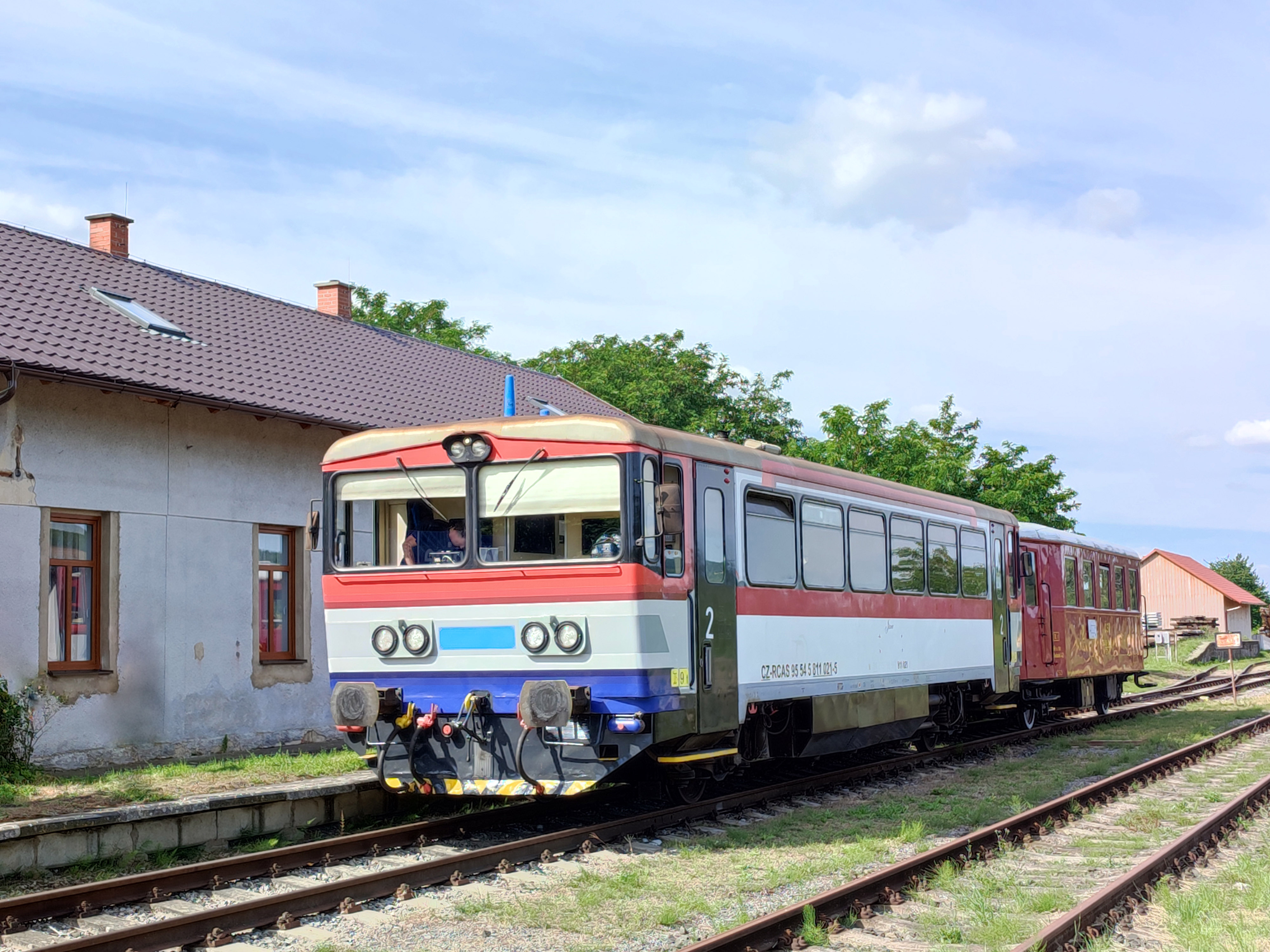
Motorový vůz 811.021 s přívěsným vozem v zastávce Dětenice

Po útlumu provozu motorových vozů řady 811 na Slovensku zakoupila v roce 2019 osm z nich česká společnost KPT rail. Šest z nich následně odkoupil dopravce Railway Capital, který je roku 2021 zařadil do pravidelného provozu.